# Marstrand
Marstrand es una localidad costera situada en el municipio de Kungälv, provincia de Västra Götaland, Suecia. Tenía 375 habitantes en 2018. Marstrand es, a pesar de su pequeña población, por razones históricas a menudo tratada como ciudad (sin embargo, en la actualidad, la Oficina Central de Estadísticas de Suecia solo cuenta las localidades con más de 10 000 habitantes como ciudades).